# ژان ماس
ژان ماس (فرانسوی: Jeanne Mas‎؛ زادهٔ ۲۸ فوریهٔ ۱۹۵۸) یک ترانه‌سرا، خواننده و هنرپیشه اهل فرانسه است. وی از سال ۱۹۷۸ میلادی تاکنون مشغول فعالیت بوده‌است.